# Édgar Baumann
Edgar Baumann (San Lorenzo, Paraguay, 16 de abril de 1970) es un exlanzador de jabalina paraguayo de ascendencia alemana que actualmente se desempeña como entrenador, promotor deportivo y empresario.
Baumann ganó la medalla de plata en los Juegos Panamericanos de Mar del Plata 1995, logrando el récord sudamericano en lanzamiento de jabalina con una marca de 78.70 metros, superando el récord de 77.80 metros que había impuesto el colombiano Luis Lucumi en 1989. Ocupó el récord cuatro veces, superando al poseedor del récord temporal y lanzamiento de su compatriota Nery Kennedy de 81.28 metros en 1998, y lo extendió a 84.70 metros en Texas, Estados Unidos, el 17 de octubre de 1999. Baumann es el primer lanzador suramericano de jabalina que lanzó más de 80 metros y fue número 6 en el ranking mundial en 1996.
Clasificó para los Juegos Olímpicos de Barcelona 1992, pero no compitió. Logró participar por primera vez en los Juegos Olímpicos de Atlanta 1996, lanzando una distancia máxima de 77.74 metros. Su extensión del récord suramericano de 84.70 metros le clasificó para los Juegos Olímpicos de Sídney 2000, sin embargo, durante un escándalo que involucró el Comité Olímpico Paraguayo, Baumann no participó y fue remplazado por Nery Kennedy.
Baumann enduró 9 años para denunciar el Comité Olímpico después de hacer una demanda contra ellos en el 2000, Baumann recibió el apoyo de figura del fútbol paraguayo José Luís Chilavert, quien en el proceso condenó la corrupción en el deporte paraguayo culminando con la Corte Suprema del Paraguay a favor del lanzador de jabalina al que le fue concedido un mínimo de USD$1 millón en 2009.

## Educación
Baumann estudió en el Texas State University y era miembro del equipo de atletismo de la Universidad, los Texas State Bobcats.

## Trayectoria deportiva

### Trayectoria como lanzador

#### 1995
El 21 de marzo de 1995 alcanza una marca de 78.70 metros en los Juegos Panamericanos en Argentina. Se llevó la medalla de plata terminando segundo detrás del cubano Emeterio González quien lanzó 79.28 metros. La marca de 78.70 metros alcanzado por Baumann para entonces fue el récord sudamericano, superando el lanzamiento del lanzador colombiano Luis Lucumi de 77.80m, que se mantuvo desde 1989. Además fue el único atleta de Paraguay que logró una medalla en atletismo en dicho campeonato.

"Es difícil hacer una marca tan importante en Sudamérica, más siendo paraguayo. Es extremadamente difícil por las adversidades." – Dijo Baumann, entre estos obstáculos mencionó a la falta de apoyo y los dirigentes de su época

En el mismo año, Baumann lanzó 72.90 m en Suecia en el Campeonato Mundial de Atletismo, competiendo de nuevo con el cubano Emeterio González quien alcanzó 76.54m.

#### 1996
Baumann fue uno de ocho atletas de pista y campo en la Universidad Estatal de Texas que estuvieron cerca de competir en los Juegos Olímpicos 96.

#### 1999
El 17 de octubre de 1999, Baumann lanzó una distancia de 84.70 metros durante un encuentro en San Marcos, Texas. La marca de 84.70 metros aumentó su récord continental por cuarta vez, superando al poseedor del récord temporal y lanzamiento de su compatriota Nery Kennedy de 81.28 metros en 1998, Buamann llegó a ser número 6 en el ranking de la IAAF y clasificó para los Juegos Olímpicos de Sídney de 2000.

#### Demanda contra el Comité Olímpico Paraguayo
Un día antes de que la delegación nacional viajara para los Juegos de Sídney, Baumann se enfermó y estuvo internado por cinco días. No viajó a los Juegos Olímpicos y el Comité Olímpico Paraguayo le reemplazó con Nery Kennedy resultando en la demanda de Baumann contra el Comité Olímpico Paraguayo por la suma de 2 millones de dólares por daño moral. Baumann y tenista Rossana de los Ríos quedaron fuera de la delegación, según confirmó Ramón Zubizarreta, presidente del Comité Olímpico Paraguayo.
En una entrevista con diario paraguayo ABC en 2011, Nery Kennedy recordó que "a último momento" fue llamado para los Juegos Olímpicos. El presidente del Comité Olímpico Paraguayo, Ramón Zubizarreta, dijo que Édgar Baumann fue apartado del equipo que compitió en los Juegos Olímpicos por dopaje de cocaína y anfetaminas. Baumann aseguró que las supuestas pruebas de dopaje en cuestión fueron declaradas "falsas e inconcluyentes" en el juicio que promovió contra las autoridades del Comité Olímpico Paraguayo. Baumann denunció además un presunto intento de envenenamiento al recordar que el entonces presidente de la Federación Paraguaya de Atletismo, Francisco Rojas Soto, le dio de beber presuntamente agua contaminada antes de sentirse mal durante una exhibición. Añadió que no se desvaneció en la pista, se retiró por su propio medio y que llegó hasta el hospital por propia cuenta para pedir unas pruebas de toxicología.
El escándalo le robó a Baumann de su derecho de competir en los Juegos Olímpicos de Sídney de 2000 y su reemplazo Nery Kenndy últimamente terminó en 33.º lugar con una distancia de 70.26m. La marca de calificación se estableció en 83.00 metros, mientras que Kennedy no había sido clasificado dentro de los 50 mejores de la IAAF en 1999 o 2000 para calificar.
El incidente le tomó a Baumann un proceso de 9 años para denunciar correctamente al Comité Olímpico Paraguayo, figura del fútbol paraguayo José Luís Chilavert demostró su apoyo a Baumann en 2008 y 2009 para luchar contra la corrupción en el deporte paraguayo y condenó a las acciones del presidente de entonces del Comité Olímpico, Ramón Zubizarreta, declarando que él tendría que ser expulsado del Comité Olímpico por dañar atletas en vez de darles beneficios. El excapitán de la selección paraguaya también tuvo una demanda judicial con Zubizarreta. José Luis Chilavert, junto con Claudio Escauriza, Tomás Orué y el abogado Alejandro Rubin, asistieron a una conferencia de prensa en un centro comercial de la ciudad de Asunción, Shopping del Sol, en apoyo de Baumann cuando finalmente recibió el fallo favorable de la Corte Suprema de Paraguay contra el presidente del Comité Olímpico de Paraguay, Ramón Zubizarreta, por robarle el derecho de competir en los Juegos Olímpicos de 2000 y también por no entregar las sumas de dinero Baumann obtuvo de su beca.
Varios años después, Ramón Zubizarreta fue investigado y se presentaron cargos contra él por los actos punibles de confianza y apropiación en 2015. En 2016, el alcalde de San Bernardino en Paraguay presentó un informe por la escasez de 3. 840 millones de guaraníes paraguayos de su predecesor, Zubizarreta.

### Trayectoria como entrenador y promotor deportiva
En 2013 fue el entrenador de Fabián Jara quien representó a Paraguay a nivel juvenil en lanzamiento de jabalina.
El 27 de septiembre de 2016, diario ADN reportó que Baumann presentó un proyecto a Itaipú para formar a atletas y ciudadanos líderes en el país.

"El objetivo del plan de propuesta es descubrir el potencial que tiene cada niño y joven y potenciarlo en lo que sabe hacer, siempre teniendo como base al deporte. Claro que esperamos descubrir talentos para el atletismo. Queremos sacar a los niños de las calles y de los peligros de la violencia y la drogadicción." – Baumann

Siendo residente de Ciudad del Este, asistió en la organización de la Asociación de Atletismo del Alto Paraná, club de atletismo de la misma ciudad, en ser el anfitrión de una competencia nacional de atletismo de la Federación Paraguaya de Atletismo en Ciudad del Este en noviembre de 2016.

### Mejor marca
- Lanzamiento de jabalina: 84.70m –  San Marcos – 17 de octubre de 1999[15]

### Mejores marcas
- 1988 - 55.30
- 1989 - 64.68
- 1990 - 68.26
- 1991 - 69.98
- 1992 - 72.90
- 1993 - 74.76
- 1994 - 75.96
- 1995 - 78.70
- 1996 - 80.56
- 1997 - 76.44
- 1998 - 79.22
- 1999 - 84.70 (AR)

## Vida privada
En noviembre de 2016, el periódico Crónica informó que le habían disparado a su casa.